# Yūta Abe
Yūta Abe (jap. 安部 雄大 Abe Yūta; ur. 31 lipca 1974) – japoński piłkarz występujący na pozycji pomocnika.

## Kariera klubowa
Od 1993 do 2000 roku występował w klubach Sanfrecce Hiroszima i Vissel Kobe.